# Le Retour des Pastoureaux
Le Retour des Pastoureaux è l'ottavo album della band francese Peste Noire pubblicato il 1º settembre 2021.

## Tracce
1. La Bataille De Sarcelles – 2:10
2. Chiendent – 5:00
3. Cacatov – 6:24
4. Les Jolies Cannes – 3:53
5. Haut Les Schlass ! – 5:05
6. Blues Arverne – 6:09
7. Lettre À Personne – 6:18

## Formazione
- Famine - voce, chitarre, armonica, testi
- Yurii Molothov - basso
- Stéphane Frater - contrabbasso
- Baal - batteria
- Lazareth - tromba, corno
- La Faucharde - voce